# Pagu (Pagu)
Pagu is een bestuurslaag in het regentschap Kediri van de provincie Oost-Java, Indonesië. Pagu telt 4862 inwoners (volkstelling 2010).